# Bahnstrecke Schönhausen–Sandau
| Empfangsgebäude des Bahnhofs Sandau (Elbe) |                                      |                                                   |                                                   |
| Streckennummer: | 6887                                 |                                                   |                                                   |
| Kursbuchstrecke: | DB AG:267, DR:706, 208d, 183p (1934) |                                                   |                                                   |
| Streckenlänge: | 24,2 km                              |                                                   |                                                   |
| Spurweite: | 1435 mm (Normalspur)                 |                                                   |                                                   |
| |                                      |                                                   |                                                   |
| \| \| 24,2 \| Sandau (Elbe) \| Sandau (Elbe) \| \| \| 21,4 \| Wulkau \| Wulkau \| \| \| 17,7 \| Schönfeld (Elbe) \| Schönfeld (Elbe) \| \| \| 14,3 \| Scharlibbe \| Scharlibbe \| \| \| 10,4 \| Klietz \| Klietz \| \| \| 8,4 \| Lübars-Neuermark \| Lübars-Neuermark \| \| \| \| vom Anschluss Ostelbe \| \| \| \| 7,5 \| Lübars/Elbe \| Lübars/Elbe \| \| \| 4,4 \| Hohengöhren \| Hohengöhren \| \| \| \| Göhrener Damm (zuschaltbar) von und nach Berlin \| \| \| \| \| von Genthin \| \| \| \| 0,0 \| Schönhausen (Elbe) früher Schönhausen (Elbe) Nord \| Schönhausen (Elbe) früher Schönhausen (Elbe) Nord \| \| \| \| nach Stendal \| \| |                                      |                                                   |                                                   |
| Kopfbahnhof Streckenanfang (Strecke außer Betrieb) | 24,2                                 | Sandau (Elbe)                                     | Sandau (Elbe)                                     |
| Bahnhof (Strecke außer Betrieb) | 21,4                                 | Wulkau                                            | Wulkau                                            |
| Haltepunkt / Haltestelle (Strecke außer Betrieb) | 17,7                                 | Schönfeld (Elbe)                                  | Schönfeld (Elbe)                                  |
| Bahnhof (Strecke außer Betrieb) | 14,3                                 | Scharlibbe                                        | Scharlibbe                                        |
| Bahnhof (Strecke außer Betrieb) | 10,4                                 | Klietz                                            | Klietz                                            |
| Bahnhof (Strecke außer Betrieb) | 8,4                                  | Lübars-Neuermark                                  | Lübars-Neuermark                                  |
| Abzweig geradeaus und von rechts (Strecke außer Betrieb) |                                      | vom Anschluss Ostelbe                             | vom Anschluss Ostelbe                             |
| Dienststation / Betriebs- oder Güterbahnhof (Strecke außer Betrieb) | 7,5                                  | Lübars/Elbe                                       | Lübars/Elbe                                       |
| Haltepunkt / Haltestelle (Strecke außer Betrieb) | 4,4                                  | Hohengöhren                                       | Hohengöhren                                       |
| Abzweig ehemals geradeaus, ehemals nach links und von links · ehemalige Blockstelle quer |                                      | Göhrener Damm (zuschaltbar) von und nach Berlin   | Göhrener Damm (zuschaltbar) von und nach Berlin   |
| Abzweig geradeaus und ehemals von links |                                      | von Genthin                                       | von Genthin                                       |
| Bahnhof | 0,0                                  | Schönhausen (Elbe) früher Schönhausen (Elbe) Nord | Schönhausen (Elbe) früher Schönhausen (Elbe) Nord |
| Strecke |                                      | nach Stendal                                      | nach Stendal                                      |

Die Bahnstrecke Schönhausen–Sandau war eine eingleisige, nicht elektrifizierte Strecke im Nordosten Sachsen-Anhalts. Sie wurde am 19. September 1909 durch die Genthiner Kleinbahn AG eröffnet.

## Streckenbeschreibung

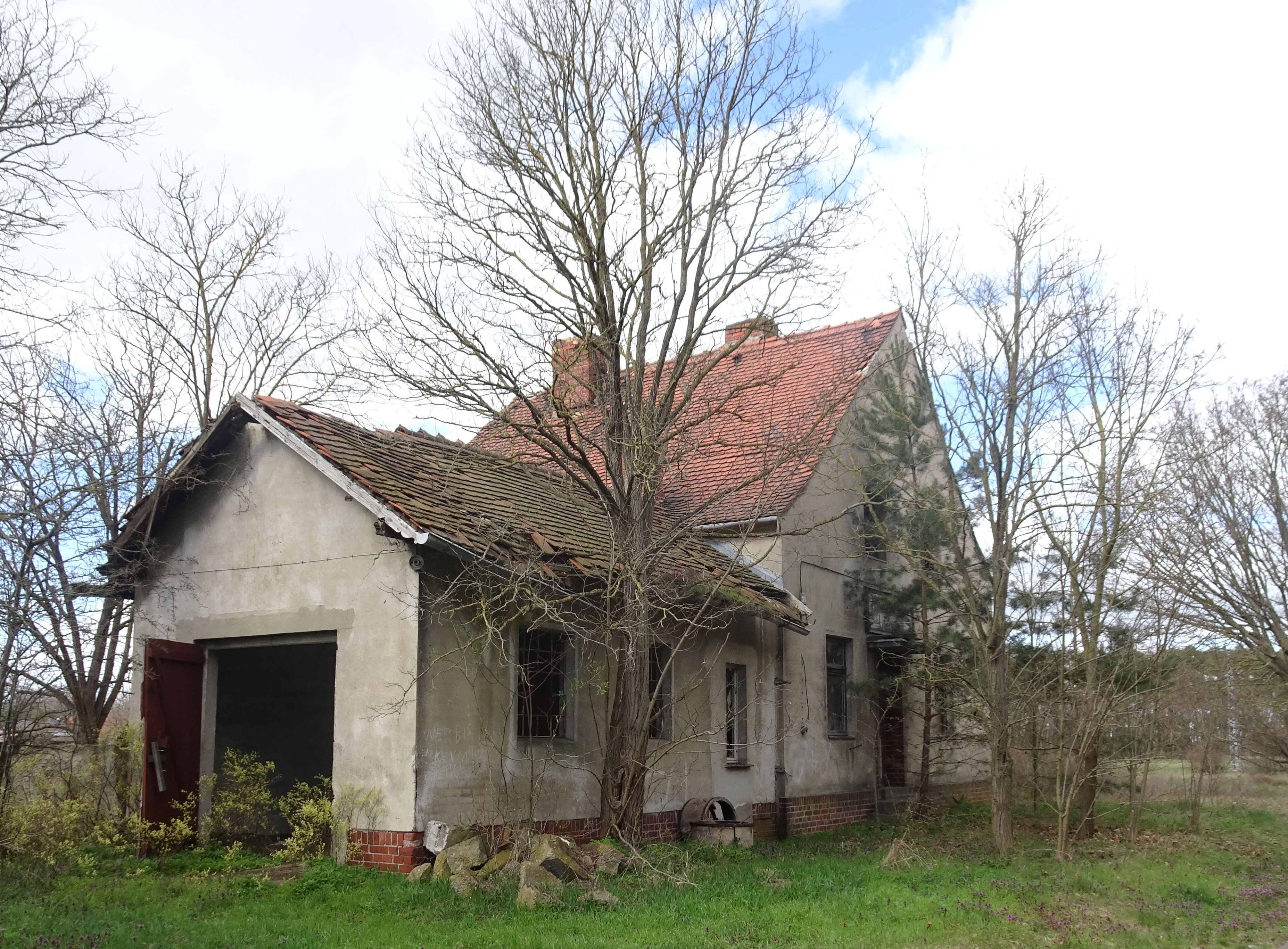
Bahnhofsgebäude Neuermark-Lübars, 2023

Die Bahnstrecke führt von Schönhausen an der Berlin-Lehrter Bahn östlich der Elbe nordwärts bis zum Ort Sandau. Der Kleinbahnhof in Schönhausen lag südlich des Staatsbahnhofs, die Strecke nach Sandau überquerte auf einer Überführung östlich des Bahnhofs die Strecke aus Berlin.
Der Bahnhof Lübars-Neuermark (später: Neuermark-Lübars) lag auf halber Strecke zwischen den namensgebenden Dörfern. Seine Anlagen waren wie alle Zwischenstationen dieser Strecke einfach gehalten. Am Ladegleis befand sich eine kleine gemauerte Rampe, hinter dem Zusammenlauf von Ladegleis und Hauptgleis lag der kurze Bahnsteig. Dort befand sich das einfache Stationsgebäude mit Warte- und Dienstraum sowie einem angebauten Stückgutschuppen.
Sandau erhielt als Endbahnhof ein recht repräsentatives Empfangsgebäude mit Dienstwohnungen, Bahnhofswirtschaft und Fahrkartenausgabe sowie Güterschuppen. Als weitere Gebäude entstanden ein Lokschuppen mit angebautem Wasserturm und ein Abortgebäude. Auch eine Laderampe war vorhanden.

## Geschichte
Am 1. April 1949 wurde die Strecke durch die Deutsche Reichsbahn übernommen.
Östlich von Schönhausen wurde 1978 auf Drängen der Militärs eine Verbindungskurve, die Göhrener Kurve, errichtet. Sie zweigte an der zuschaltbaren Blockstelle Göhrener Damm ab und wurde bis 1990 genutzt. Damit konnten Züge aus Richtung Berlin die Strecke Schönhausen–Sandau erreichen. Beim Betriebsbahnhof Lübars/Elbe, der neben dem Durchfahrtgleis zwei Aufstellgleise hatte, gab es einen Abzweig zur Elbe, von wo man mittels der in der DDR entwickelten ESB 16 (kombinierte militärische Eisenbahn-Straßenbrücke) im Notfall die Bahnstrecke am Westufer bei Hassel erreichen konnte.
Bis zuletzt wurde in Sandau ein Schrotthändler mit Güterwagen bedient. Am 1. August 1993 wurde der Personenverkehr eingestellt. Hauptgrund dafür war, dass die Strecke ein Querungshindernis für die Schnellfahrstrecke Hannover–Berlin bildete. Die Bahnstrecke Schönhausen–Sandau überquerte in einem weiten Bogen auf einem hohen Damm die damalige Hauptstrecke, neben der die neue Schnellfahrstrecke errichtet wurde. Für den Bau der Neubaustrecke musste die Brücke demontiert werden. Bei einem Wiederaufbau hätte die Brücke höher als bisher errichtet werden müssen, da die Schnellfahrstrecke elektrifiziert ist. Angesichts des vergleichsweise niedrigen Verkehrsaufkommen wurde deswegen auf einen Wiederaufbau der Brücke verzichtet.
Am 20. Dezember 1997 wurde der Gesamtverkehr offiziell stillgelegt.
Auf mehreren Abschnitten entstand ein Radweg auf der alten Bahntrasse.

## Sonstiges
Die ehemalige Kreisstadt Havelberg liegt nur wenige Kilometer nördlich von Sandau. Sie wurde aber nie an die Bahnstrecke Schönhausen–Sandau angeschlossen. Stattdessen erhielt sie eine Anbindung in nördlicher Richtung an die Berlin-Hamburger Bahn (siehe auch: Kleinbahnen der Kreise West- und Ostprignitz und Bahnstrecke Glöwen–Havelberg).